# IKAROS
A Sonda IKAROS (acrônimo de Interplanetary Kite-craft Accelerated by Radiation Of the Sun), é uma sonda interplanetária japonesa desenvolvida pela JAXA.

## Objetivos científicos da missão
Sua missão é demonstrar tecnologias obtidas a partir de veleiros solares em espaços interplanetários. Está agendada para ser lançada desde Março de 2010 para o dia 18 de Maio de 2010.
A sonda possui 14 metros de largura e 14 metros de altura, tendo um total de 196 metros quadrados quando completamente aberta. Como um veleiro solar, a sonda viajará pelo espaço através das ondas de luz e energia emitidos pelo Sol.
Em sua primeira missão, viajando sempre na órbita do Sol, a nave voará em direção a Vênus e levará cerca de três anos para completar o ciclo.
Células solares alimentam o os sistemas da nave e os foguetes.